# Copernicia tectorum
Copernicia tectorum  ist eine Pflanzenart aus Gattung Copernicia innerhalb der Familie der Palmengewächse (Arecaceae). Sie kommt nur im nördlichen Kolumbien sowie nordwestlichen Venezuela vor.

## Beschreibung

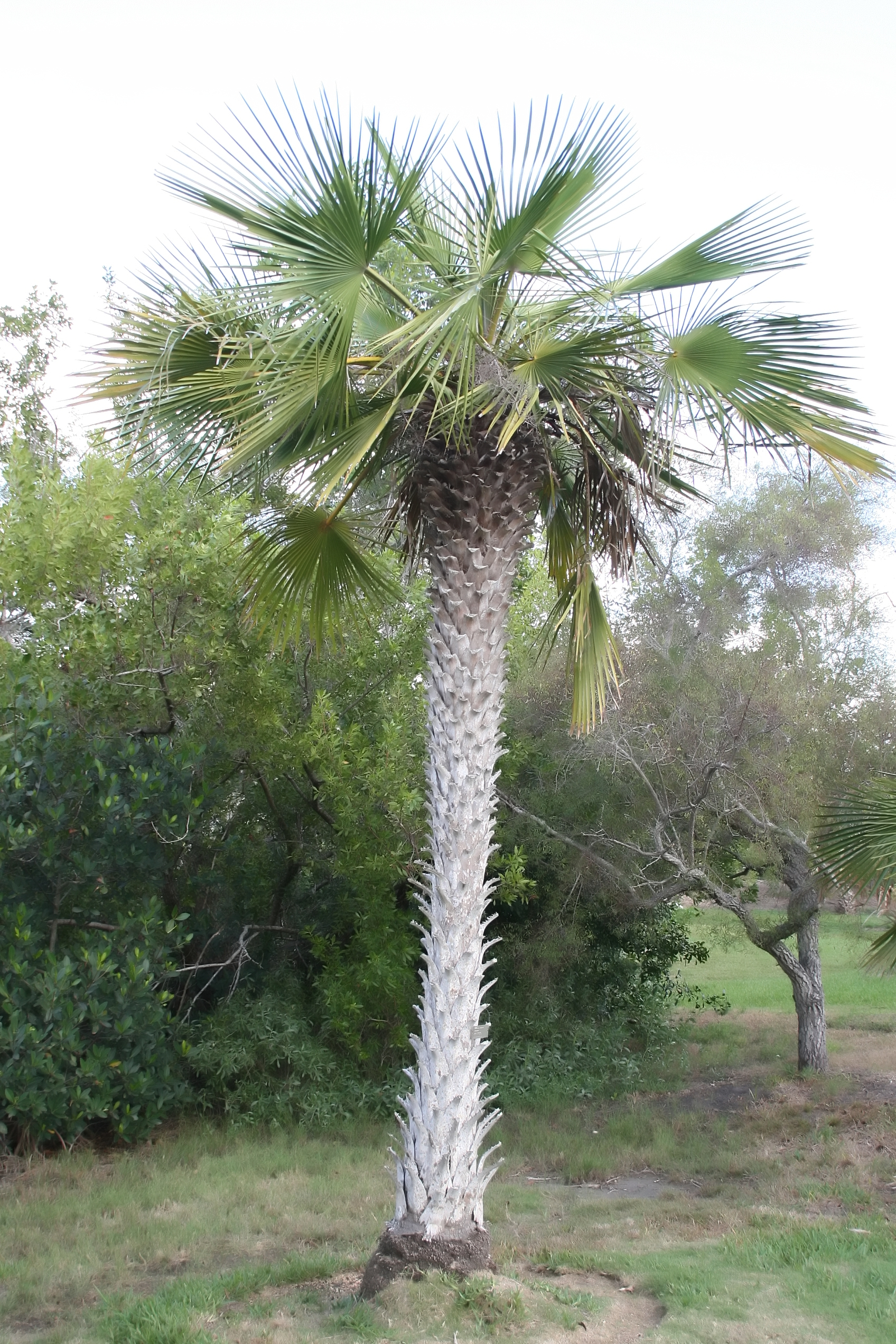
Habitus

### Vegetative Merkmale
Copernicia tectorum erreicht eine Wuchshöhe von bis zu 12 Metern. Der Stamm hat einen Durchmesser von 30 Zentimeter und ist mit alten Blattbasen besetzt mit Ausnahme der ältesten Teile. Diese sind glatt und hell- bis dunkel-grau. Die Blätter sind fächerförmig und bei einem Durchmesser von etwa 90 Zentimetern kreisrund. Der Blattstiel ist 1,5 Meter lang und mit Dornen besetzt. Beide Blattseiten sind mittel- bis dunkel-grün.

### Generative Merkmale
Der Blütenstand ist so lang wie der Blattkronendurchmesser. Er steht also nicht aus der Krone hervor. Die Früchte sind bei einer Länge von etwa 3,8 Zentimetern eiförmig und braun bis schwarz.

## Vorkommen
Copernicia tectorum kommt nur im nördlichen Kolumbien sowie nordwestlichen Venezuela vor.
Sie wächst in den vom Monsun geprägten Savannen, den Llanos. Hier bildet sie oft große Kolonien. Sie verträgt Staunässe ebenso wie Trockenheit.

## Taxonomie
Die Erstbeschreibung erfolgte 1816 unter dem Namen (Basionym) Corypha tectorum durch Karl Sigismund Kunth in Nova Genera et Species Plantarum, Band 1, Seite 299. Die Neukombination zu Copernicia tectorum (Kunth) Mart. wurde 1838 durch Carl Friedrich Philipp von Martius in Historia Naturalis Palmarum, Band 3, Seite 243 veröffentlicht. Das Artepitheton „tectorum“ bedeutet „der Dächer“ und bezieht sich auf die Verwendung der Palmwedel als Material zum Dachdecken.

## Belege
- Robert Lee Riffle, Paul Craft: An Encyclopedia of Cultivated Palms. 4. Auflage. Timber Press, Portland 2007, ISBN 978-0-88192-558-6, S. 315.